# Johann Melchior Verdries

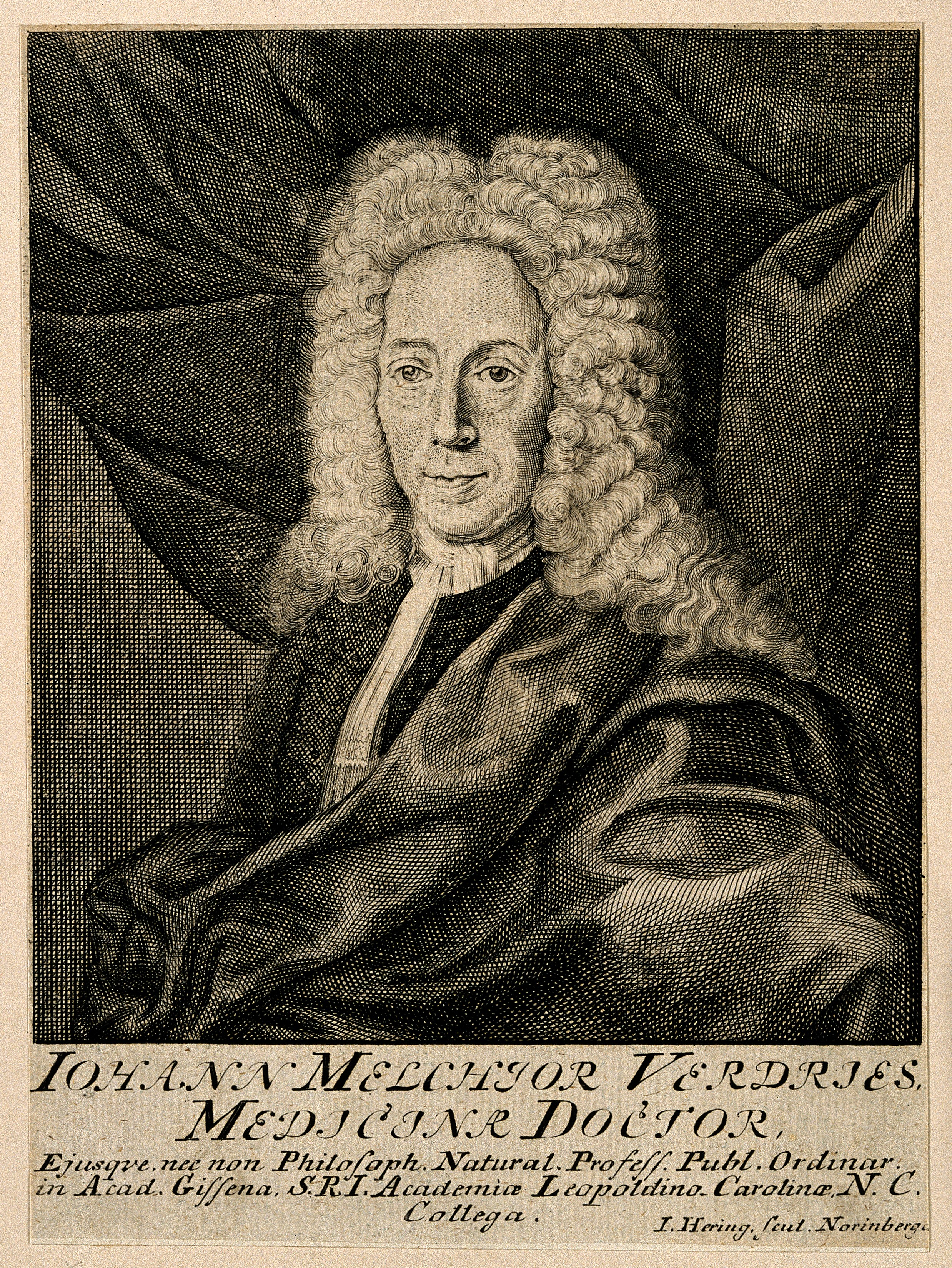
Johann Melchior Verdries
Kupferstich von Jacob Hering, Nürnberg

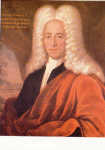
Johann Melchior Verdries
Gemälde im Besitz der Universität Gießen

Johann Melchior Verdries (* 26. Juni 1679 in Gießen; † 25. Juli 1735 ebenda) war ein deutscher Arzt und Professor für Physik und Medizin in Gießen.

## Leben
Verdries studierte ab 1694 in Gießen, Jena und Halle Medizin, mit der Lizenz 1702 in Gießen. Darauf reiste er zu Studienzwecken in die Niederlande und wurde 1707 in Medizin promoviert. Im selben Jahr wurde er außerordentlicher und 1710 ordentlicher Professor für Physik in Gießen. 1714 wurde er außerordentlicher und 1720 ordentlicher Professor für Medizin in Gießen und 1727 Rat und Leibarzt des Landgrafen von Hessen-Darmstadt.
Er veröffentlichte ein Physiklehrbuch. Am 20. Oktober 1704 wurde er mit dem akademischen Beinamen Anaximenes I. zum Mitglied (Matrikel-Nr. 255) der Leopoldina gewählt.

## Schriften (Auswahl)
- Physica sive in naturae scientiam introductio. Gießen 1728 (online – Internet Archive Ausgabe 1755).